# Ruda, Rakovník
Ruda là một làng thuộc huyện Rakovník, vùng Středočeský, Cộng hòa Séc.